# 黃傑 (成化進士)
黃傑（1430年—？），字士英，河南開封府洧川縣人，明朝政治人物。進士出身。

## 生平
河南鄉試第三十六名。成化二年（1466年）丙戌科會試第一百五十七名，殿試登進士第三甲第二百四十八名。

## 家族
曾祖黃寬，曾任元萬戶。祖父黃綱。父亲黃淵，曾任知縣。